# Calliostoma osbornei
Calliostoma osbornei là một loài ốc biển kích thước trung bình-nhỏ, là động vật thân mềm chân bụng sống ở biển thuộc họ Calliostomatidae.